# Helloween
Helloween ist eine deutsche Power-Metal-Band. Sie wurde 1984 in Hamburg gegründet und ist eine der erfolgreichsten Metalbands Deutschlands.

## Geschichte
Die Vorgängerbands von Helloween waren Gentry (mit Kai Hansen und Piet Sielck als Gitarristen), Second Hell und Ironfist (neben erstgenannten mit Markus Grosskopf als Bassist und Ingo Schwichtenberg als Schlagzeuger). Nach dem Ausstieg von Sielck kam der Gitarrist Michael Weikath von der Band Powerfool. Die Band wurde nun in Helloween umbenannt.

### Erste Veröffentlichungen
Die ersten beiden Helloween-Lieder wurden auf dem vom Label Noise Records vertriebenen Sampler Death Metal veröffentlicht. Oernst of Life und Metal Invaders bekamen so gute Kritiken, dass sich dieses Label 1984 dazu entschied, Helloween unter Vertrag zu nehmen. 1985 brachte die Band eine unter dem Bandnamen betitelte Mini-LP heraus, auf der sich fünf Lieder befanden. Im selben Jahr veröffentlichten sie mit Walls of Jericho ein Album, das ihnen durch Titel wie Ride the Sky, Guardians und How Many Tears einen ersten kommerziellen Erfolg einbrachte.
Auf der anschließenden Tour gab es erste Probleme in der Band. Hansen fühlte sich mit der Doppelbelastung als Gitarrist und Sänger überfordert, so dass man überlegte, für die Judas-Kurztour im Jahr 1986 einen zusätzlichen Sänger anzuheuern. So wurde der damals 17-jährige Michael Kiske verpflichtet, der zu dieser Zeit bei der wenig bekannten Band Ill Prophecy beschäftigt war.

### Kommerzieller Durchbruch
Mit dem neuen Sänger gelang Helloween 1987 der Durchbruch. Der erste Teil des eigentlich als Doppelalbum gedachten Keeper of the Seven Keys wurde eines der meistverkauften Metal-Alben Deutschlands und gilt bis heute als einflussreich.
Ein Jahr später wurde der zweite Teil veröffentlicht, sein kommerzieller Erfolg war noch größer als der seines Vorgängers. Mit Dr. Stein enthielt das Album einen Top-Ten-Hit, welchen die Band bei der Musikvideosendung Formel Eins darbot. Jedoch verließ Hansen wegen Problemen mit dem Management die Band; er gründete daraufhin die Band Gamma Ray. Für Hansen kam Roland Grapow von Rampage in die Band.
1989 brachte Helloween mit Live in the UK ihr erstes Live-Album auf den Markt. Auf diesem ist neben Kiske am Gesang auch noch Hansen an der Gitarre zu hören.

### Krise
Aus finanziellen Gründen unterschrieb Helloween nun einen Vertrag bei EMI-Records. Noise Records klagte darauf gegen Helloween wegen Vertragsbruchs, und so kam es zwangsweise zu einer längeren Veröffentlichungspause. Ende 1990 wurden die Goldenen Schallplatten, die Helloween für beide Keeper-Alben erhalten hatte, nach einer Wirtschaftsprüfung wieder aberkannt. Die Plattenfirma hatte die Exporte zu den Inlandsverkäufen hinzugezählt, um auf die erforderlichen 250.000 verkauften Einheiten zu kommen.
Nach der Pause erschien 1991 Pink Bubbles Go Ape. Dieses Album war kommerziell nicht erfolgreich, da man es in Deutschland nur per Import kaufen konnte. Der Hintergrund dafür war ein deutschlandweites Veröffentlichungsverbot durch Noise Records. Musikalisch ist Pink Bubbles Go Ape nach Meinung vieler Kritiker unter der Qualität der Vorgängeralben. 1993 brachten Helloween mit Chameleon ein Album auf den Markt, das von Fans und Kritikern oft als das schwächste der Band bezeichnet wird. Die Spannungen unter den Bandmitgliedern spitzten sich zu. Zudem musste Ingo Schwichtenberg die Band noch vor der Tour im selben Jahr aufgrund seiner schweren psychischen Probleme verlassen. Er tötete sich am 8. März 1995 selbst, indem er vor einen Hamburger S-Bahn-Zug sprang.
Die Umstrukturierungen gingen weiter. 1993 verließ auch Michael Kiske die Band. Man sprach von persönlichen und musikalischen Differenzen. In einem Interview zum Erscheinen von Rabbit Don’t Come Easy im Jahre 2003 konkretisierte Michael Weikath, dass Kiske mit Helloween in die Richtung seiner späteren Soloalben gehen wollte und man deshalb Michael Kiske hatte entfernen müssen.

### Neuanfang
Mit Andi Deris, ehemals Pink Cream 69, fand Helloween einen neuen Sänger, der Kiske ersetzen sollte. Er entwickelte sich binnen weniger Jahre zum Hauptsongwriter der Band. Ebenfalls stieß der Schlagzeuger Uli Kusch von Gamma Ray zur Band, um Schwichtenberg zu ersetzen. In der neuen Besetzung veröffentlichte Helloween im Jahr 1994 Master of the Rings. 1996 folgte The Time of the Oath, welches gute Kritiken erhielt. Noch im selben Jahr erschien mit High Live das zweite Live-Album der Band. Nach dem 1998 veröffentlichten Better Than Raw ging Helloween mit Iron Maiden auf eine Welttournee. Zur Vertragserfüllung mit dem damaligen Label Castle Communications veröffentlichte Helloween im Herbst 1999 mit Metal Jukebox ein Coveralbum mit Songs der 60er, 70er und 80er Jahre – so zum Beispiel Power-Metal-Versionen von All My Loving von den Beatles und Lay All Your Love on Me von ABBA.
Kurz nach Erscheinen der Metal Jukebox unterschrieben Helloween einen Vertrag bei Nuclear Blast. Die Band war nun schon sechs Jahre im selben Line-up zusammen, und nachdem im Oktober 2000 The Dark Ride veröffentlicht wurde, unternahm Helloween eine Welttournee. Jedoch verletzte Uli Kusch sich auf der Tour am Ellbogen, was seine Spielfähigkeit beeinträchtigte. Nach der Tour trennte sich die Band von Grapow und Kusch. Für Kusch kam Mark Cross von Metalium, für Grapow wollte man zunächst Henjo Richter von Gamma Ray loseisen, jedoch ohne Erfolg. Im April 2002 brachte Helloween eine Best-of-CD namens Treasure Chest heraus, und vier Monate später fand man, nach knapp einem Jahr des Suchens, in Sascha Gerstner einen Ersatz für Grapow. Im Mai 2003 folgte mit Rabbit Don’t Come Easy ein neues Studioalbum. Auf dem Album ist Cross allerdings nur auf zwei Songs zu hören, da er während der Aufnahmen am Pfeifferschen Drüsenfieber erkrankte und die Band verlassen musste. Mikkey Dee von Motörhead vervollständigte die Schlagzeug-Aufnahmen, konnte aber aufgrund seines Engagements bei Motörhead keinen weitergehenden Beitrag leisten. Neuer Drummer wurde schließlich Stefan Schwarzmann. Mitte 2003 folgte die längste Tournee in der Geschichte der Band; die Tour endete im Februar 2004 in Japan. Im Sommer 2004 spielte die Band nach einigen großen Festivals vor über 40.000 Menschen ein Jubiläumskonzert auf dem Wacken Open Air.

### Fortsetzung derKeeper-Reihe

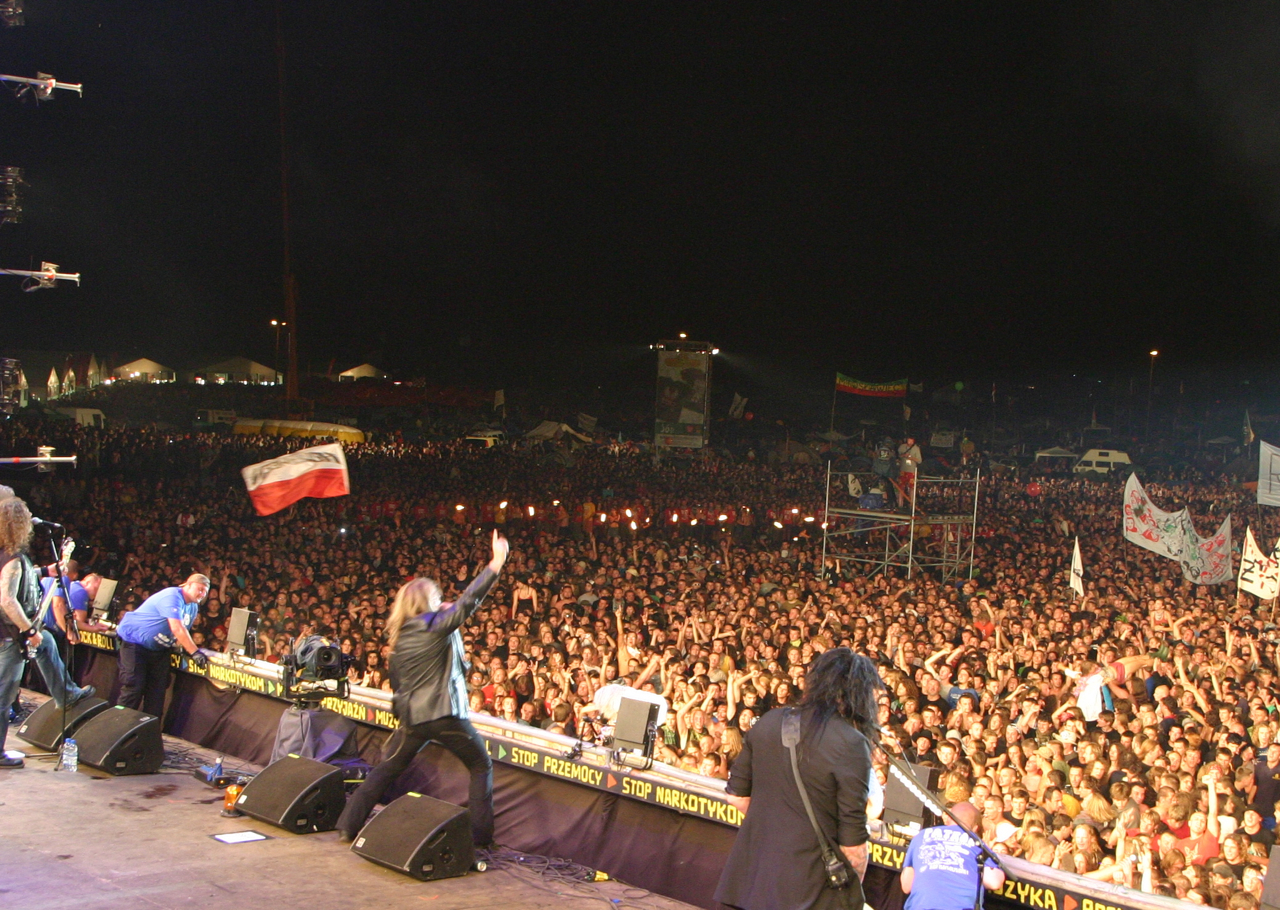
Auf der Haltestelle Woodstock 2011

Anfang 2005 verließ der Schlagzeuger Stefan Schwarzmann die Band wieder und wurde durch Dani Löble von Rawhead Rexx ersetzt. Ende 2004 begann Helloween die Aufnahmen für Keeper of the Seven Keys – The Legacy, welches im Oktober 2005 bei Steamhammer/SPV veröffentlicht wurde. Mrs. God und Light the Universe wurden als Singles ausgekoppelt. Für letzteres Lied – ein Duett mit Candice Night – wurde auf Burg Veldenstein in Franken ein Video gedreht.
Von November 2005 bis April 2006 spielte Helloween fast 100 Shows in über 40 Ländern. Auf dieser Tour wurden die Konzerte in Sofia, Tokio und São Paulo für die im Februar 2007 erschienene Live-CD Live in Sao Paulo und die Live-DVD Live on 3 Continents mitgeschnitten. Im Sommer folgte eine ausgedehnte Festival-Tour.

### Post-Keeper-Alben
Nachdem die Band das Thema Keeper abgeschlossen hatte, wurde das Album Gambling with the Devil im Oktober 2007 veröffentlicht, gefolgt von der Hellish Rock Tour 2007/2008 mit Gamma Ray. Gambling with the Devil zeigt auch eine gewollte Abkehr von überlangen Stücken und eine Reminiszenz an die ersten Alben. Nach dem Erscheinen des Jubiläums-Albums Unarmed – Best of 25th Anniversary, welches aufgrund von finanziellen Problemen der insolventen Plattenfirma Steamhammer/SPV erst 2010 über Sony Music herausgebracht wurde, ging Helloween wieder ins Studio, um das mittlerweile dreizehnte Album einzuspielen. Es erschien am 29. Oktober 2010 unter dem Titel 7 Sinners. Für die folgende Tournee wurde Stratovarius als Support gewonnen.
Am 18. Januar 2013 erschien das 14. Album der Band, Straight Out of Hell. Die daran anknüpfende Tour mit Gamma Ray, der Band von Helloween-Mitgründer Kai Hansen, wurde Hellish Rock Part II genannt. My God-Given Right, das 15. Album von Helloween, erschien am 29. Mai 2015.

Helloween, Live im Backstage Werk, München 2016
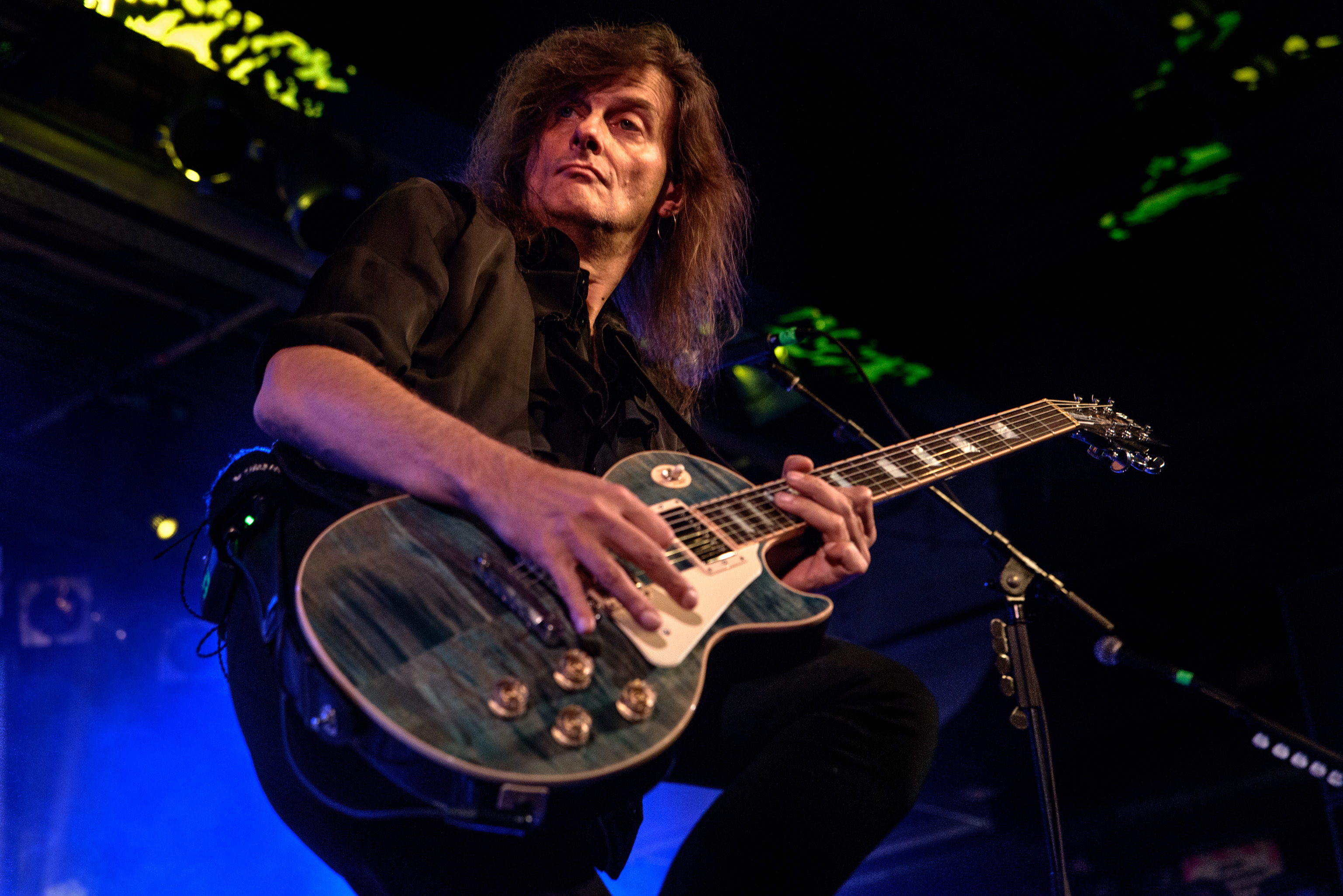
Michael Weikath
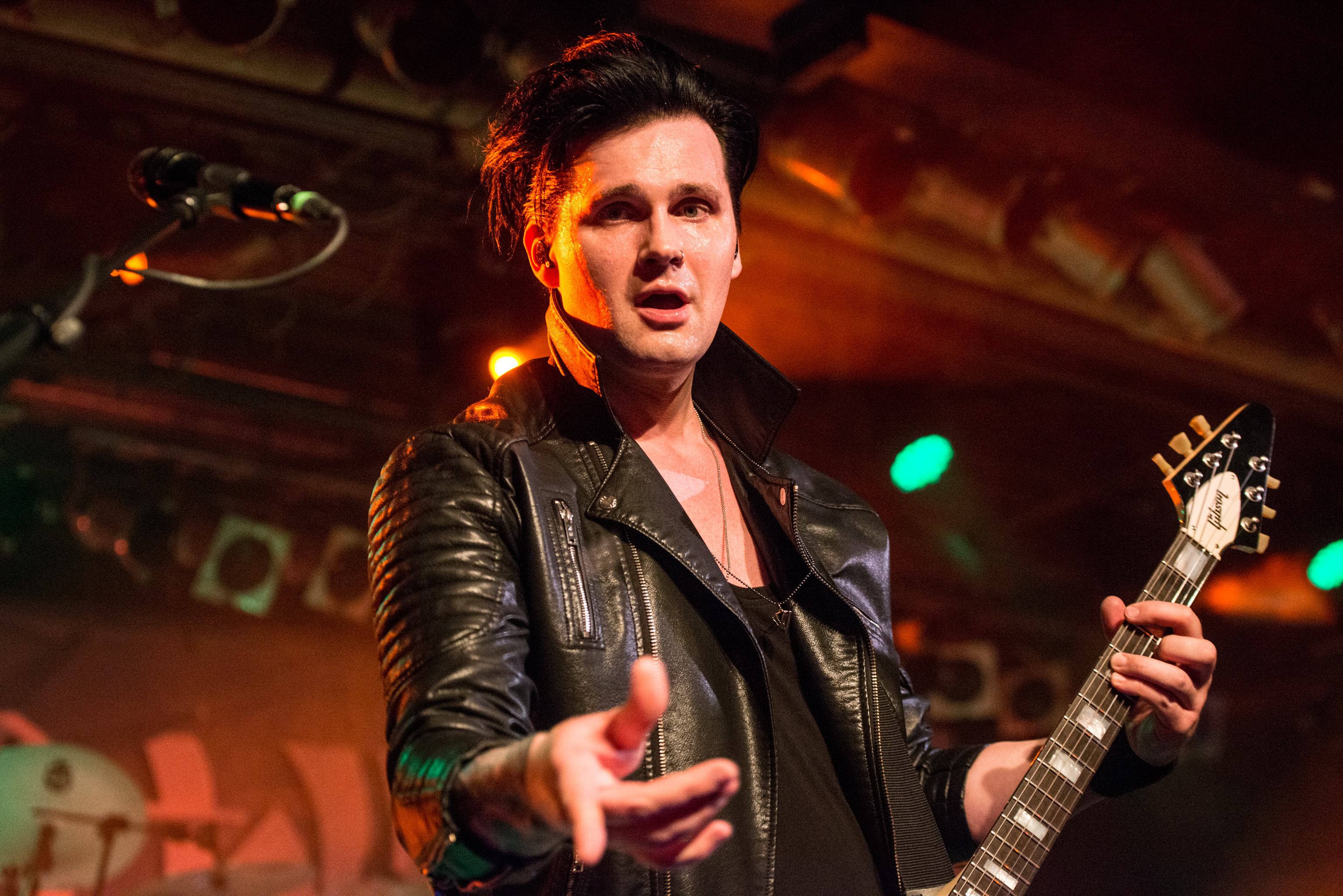
Sascha Gerstner
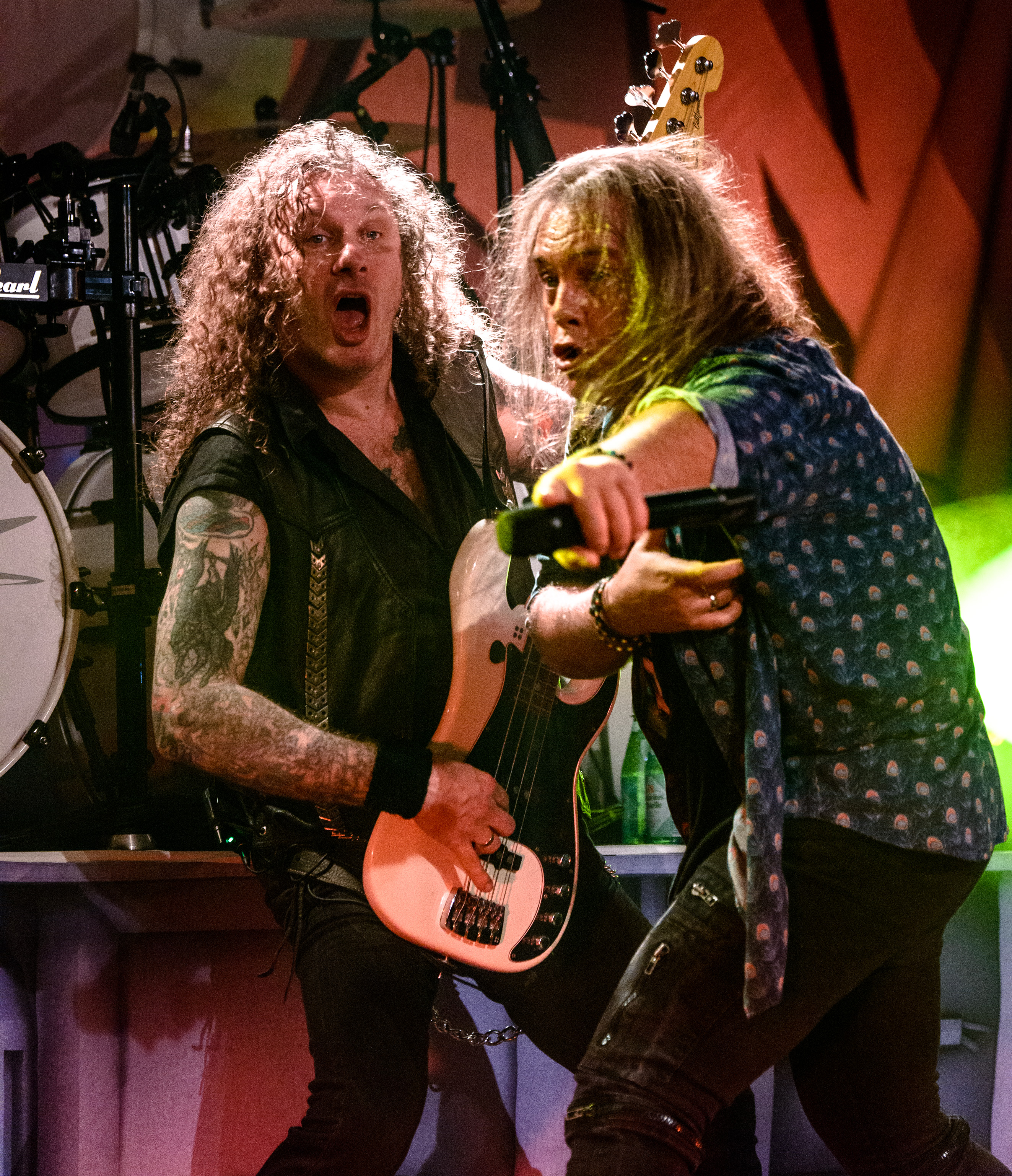
Markus Grosskopf (links)
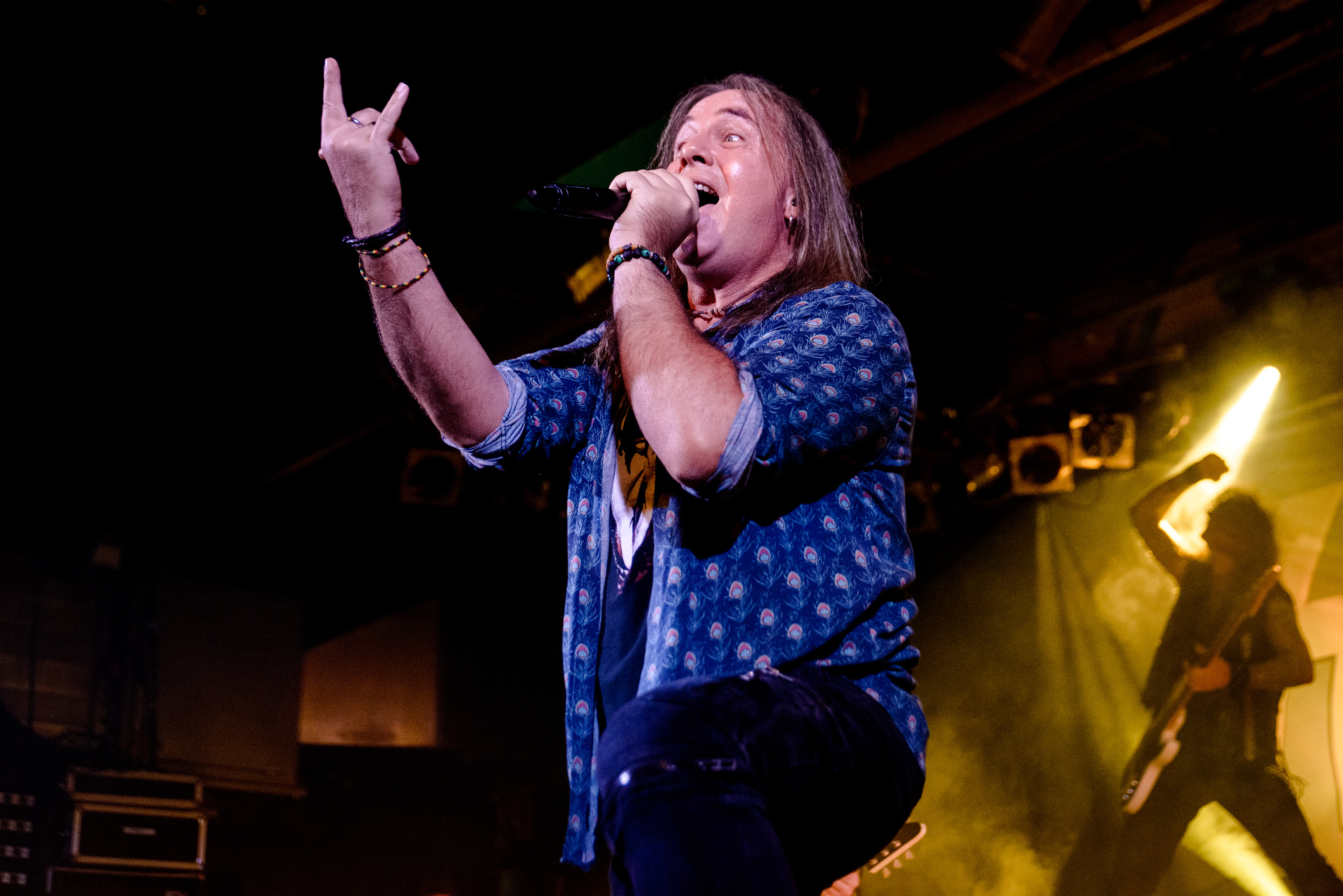
Andi Deris

### Reunion
2015 arbeiteten Helloween an einem Hellbook betitelten Buch, welches die ersten 30 Jahre der Bandgeschichte darstellt und am 31. Oktober 2015 erschien. Während der Arbeiten an diesem Buch entstand die Idee, nochmals gemeinsam, d. h. mit Deris, Kiske, Weikath, Hansen, Grosskopf, Gerstner und Löble, auf Tour zu gehen. Eine entsprechende Ankündigung wurde 2016 veröffentlicht. Im November 2017 ging die Band auf eine in Monterrey, Mexiko, beginnende Tournee, die 2018 fortgesetzt wurde. Im Rahmen dieser Tour entstand das 2019 veröffentlichte Live-Album United Alive. Auch aufgrund des großen Erfolges der „Pumpkins United World Tour 2017 – 2019“ entschied man sich, die siebenköpfige Besetzung beizubehalten und die Tour zu verlängern.
Diese ursprünglich für den Zeitraum von September bis November 2020 geplante „United Alive Part II European Tour“ wurde aufgrund der Covid-19-Pandemie erst auf April 2021 bis Juni 2021 und schließlich unter dem Titel „United Forces 2022“ auf Frühjahr 2022 verschoben. Am 12. März 2021 kündigte die Band ein neues, sechzehntes Album an, das mit Helloween selbstbetitelt ist und am 18. Juni 2021 erschien. Vorab wurde am 2. April 2021 die zwölfminütige Single Skyfall veröffentlicht. Bei der dazugehörigen Tour „United Forces 2022“ (s. o.) werden Helloween von der schwedischen Power-Metal-Band Hammerfall begleitet.

## Diskografie
Studioalben

| Jahr | Titel Musiklabel                                        | Höchstplatzierung, Gesamtwochen, AuszeichnungChartplatzierungen (Jahr, Titel, Musiklabel, Platzierungen, Wochen, Auszeichnungen, Anmerkungen) | Höchstplatzierung, Gesamtwochen, AuszeichnungChartplatzierungen (Jahr, Titel, Musiklabel, Platzierungen, Wochen, Auszeichnungen, Anmerkungen) | Höchstplatzierung, Gesamtwochen, AuszeichnungChartplatzierungen (Jahr, Titel, Musiklabel, Platzierungen, Wochen, Auszeichnungen, Anmerkungen) | Höchstplatzierung, Gesamtwochen, AuszeichnungChartplatzierungen (Jahr, Titel, Musiklabel, Platzierungen, Wochen, Auszeichnungen, Anmerkungen) | Höchstplatzierung, Gesamtwochen, AuszeichnungChartplatzierungen (Jahr, Titel, Musiklabel, Platzierungen, Wochen, Auszeichnungen, Anmerkungen) | Anmerkungen                                                |
| Jahr | Titel Musiklabel                                        | DE | AT | CH | UK | US | Anmerkungen                                                |
| ---- | ------------------------------------------------------- | --- | --- | --- | --- | --- | ---------------------------------------------------------- |
| 1985 | Walls of Jericho Noise Records (SPV)                    | — | — | — | — | — | Erstveröffentlichung: Oktober 1985                         |
| 1987 | Keeper of the Seven Keys Part 1 Noise Records (SPV)     | DE15 (14 Wo.)DE | — | CH18 (4 Wo.)CH | — | US104 (21 Wo.)US | Erstveröffentlichung: 21. April 1987                       |
| 1988 | Keeper of the Seven Keys Part 2 Noise Records (SPV)     | DE5 Gold · (16 Wo.)DE | AT9 (2 Wo.)AT | CH6 (9 Wo.)CH | UK24 (5 Wo.)UK | US108 (16 Wo.)US | Erstveröffentlichung: 29. August 1988 Verkäufe: + 250.000  |
| 1991 | Pink Bubbles Go Ape EMI Music (EMI)                     | DE32 (10 Wo.)DE | AT28 (2 Wo.)AT | CH20 (6 Wo.)CH | UK41 (2 Wo.)UK | — | Erstveröffentlichung: 11. März 1991                        |
| 1993 | Chameleon EMI Music (EMI)                               | DE35 (9 Wo.)DE | — | CH30 (3 Wo.)CH | — | — | Erstveröffentlichung: 31. Mai 1993                         |
| 1994 | Master of the Rings Raw Power (CSC)                     | DE23 (11 Wo.)DE | AT34 (2 Wo.)AT | CH22 (6 Wo.)CH | — | — | Erstveröffentlichung: 8. Juli 1994 Verkäufe: + 120.000     |
| 1996 | The Time of the Oath Raw Power (CSC)                    | DE31 (11 Wo.)DE | AT33 (4 Wo.)AT | CH30 (3 Wo.)CH | — | — | Erstveröffentlichung: 29. Februar 1996 Verkäufe: + 100.000 |
| 1998 | Better Than Raw Raw Power (CSC)                         | DE19 (6 Wo.)DE | AT36 (2 Wo.)AT | CH42 (2 Wo.)CH | — | — | Erstveröffentlichung: 4. März 1998 Verkäufe: + 100.000     |
| 1999 | Metal Jukebox Raw Power (CSC)                           | DE49 (2 Wo.)DE | — | — | — | — | Erstveröffentlichung: 8. September 1999 Coveralbum         |
| 2000 | The Dark Ride Nuclear Blast (NB)                        | DE26 (3 Wo.)DE | — | CH68 (1 Wo.)CH | — | — | Erstveröffentlichung: 21. Oktober 2000                     |
| 2003 | Rabbit Don’t Come Easy Nuclear Blast (NB)               | DE26 (3 Wo.)DE | — | CH93 (1 Wo.)CH | — | — | Erstveröffentlichung: 12. Mai 2003                         |
| 2005 | Keeper of the Seven Keys – The Legacy Steamhammer (SPV) | DE28 (2 Wo.)DE | — | CH61 (2 Wo.)CH | — | — | Erstveröffentlichung: 28. Oktober 2005                     |
| 2007 | Gambling with the Devil Steamhammer (SPV)               | DE38 (1 Wo.)DE | — | CH88 (1 Wo.)CH | — | — | Erstveröffentlichung: 23. Oktober 2007                     |
| 2010 | 7 Sinners Columbia Records (Sony)                       | DE25 (3 Wo.)DE | AT57 (1 Wo.)AT | CH38 (1 Wo.)CH | — | — | Erstveröffentlichung: 27. Oktober 2010 Verkäufe: + 4.900   |
| 2013 | Straight Out of Hell Columbia Records (Sony)            | DE4 (5 Wo.)DE | AT22 (2 Wo.)AT | CH12 (3 Wo.)CH | — | US97 (1 Wo.)US | Erstveröffentlichung: 16. Januar 2013                      |
| 2015 | My God-Given Right Nuclear Blast (NB)                   | DE8 (4 Wo.)DE | AT30 (2 Wo.)AT | CH14 (4 Wo.)CH | — | — | Erstveröffentlichung: 27. Mai 2015                         |
| 2021 | Helloween Nuclear Blast (NB)                            | DE1 (14 Wo.)DE | AT3 (4 Wo.)AT | CH2 (8 Wo.)CH | UK24 (1 Wo.)UK | — | Erstveröffentlichung: 16. Juni 2021                        |

## Auszeichnungen
- Bravo Otto
  - 1988: „Bronze“ in der Kategorie „Hard ’n Heavy“